# Dietmar Schulz (Staatssekretär)

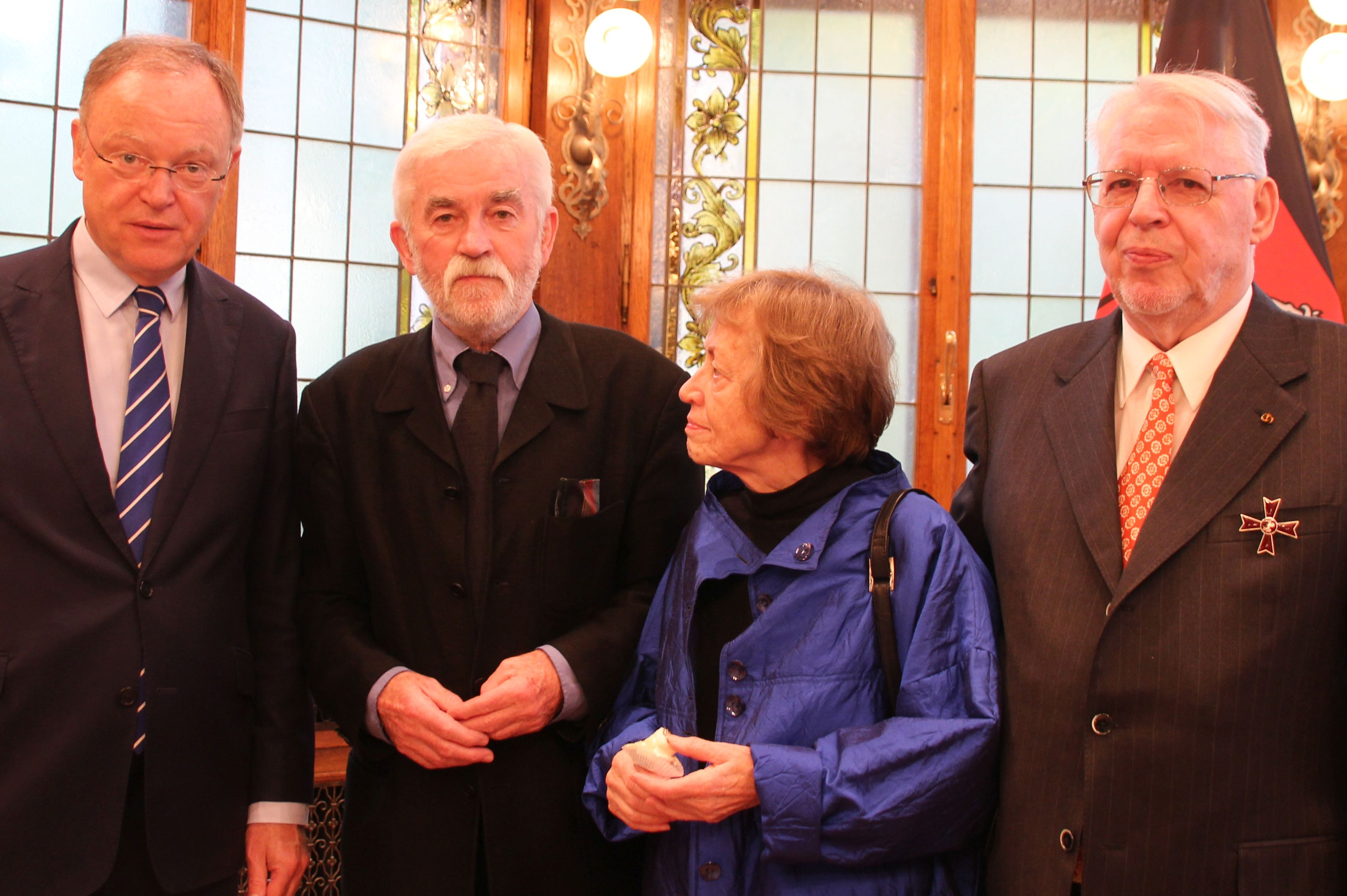
Ordensverleihung 2017 (von links) Niedersachsens Ministerpräsident Stephan Weil, Dietmar Schulz, Inge Wettig-Danielmeier und Klaus Wettig

Dietmar Schulz (* 8. Mai 1942 in Zwickau) ist ein deutscher Jurist. Er war als Verwaltungsbeamter tätig, zuletzt als Staatssekretär der Niedersächsischen Landesregierung.

## Ausbildung
Schulz verbrachte seine Kindheit in Schönheide im Erzgebirge. Er ging dort, im Rheinland und in Oldenburg (Oldb) zur Schule. Nach dem Abitur an der Graf-Anton-Günther-Schule 1962 studierte er Rechtswissenschaften in Berlin, Bonn und Göttingen. Schulz wurde im Jahr 1965 Mitglied der SPD und war von 1968 bis 1970 in Göttingen Vorsitzender der Jungsozialisten.

## Beruf
Im August 1971 erhielt Schulz die neugeschaffene Stelle eines wissenschaftlichen Assistenten der SPD-Ratsfraktion in Hannover. Die Fraktionsassistenten waren als Beamte der Stadtverwaltung für ihre besondere Aufgabe beurlaubt, so dass sie der Weisungsbefugnis der Stadt nicht unterstanden. Diese Tätigkeit übte er bis zum Jahr 1974 aus, danach arbeitete er als Jurist in der Bauverwaltung Hannover. 1975 wechselte er in das Niedersächsische Wissenschaftsministerium. Im Jahr 1987 wurde er zum Ministerialrat ernannt und wurde Parlamentarischer Referent in der SPD-Fraktion im Niedersächsischen Landtag.
Nach der Landtagswahl in Niedersachsen 1990 wurde Schulz im Juni 1990 von Ministerpräsident Gerhard Schröder, der ihn seit Göttinger Studententagen kannte, in die Niedersächsische Staatskanzlei berufen, zum Ministerialdirigenten ernannt und mit der Leitung der Abteilung „Ressortkoordinierung, Richtlinien der Politik“ betraut.

### Staatssekretär im Umweltministerium
Im Zuge der Kabinettsumbildung nach der Landtagswahl in Niedersachsen 1994 schickte Schröder Schulz als Staatssekretär in das von Monika Griefahn geleitete Niedersächsische Umweltministerium. Nach der Landtagswahl in Niedersachsen 1998 wurde Wolfgang Jüttner Nachfolger von Monika Griefahn als Umweltminister im Kabinett Schröder III, Dietmar Schulz jedoch behielt sein Amt als Staatssekretär. Nach der Wahl Gerhard Schröders zum Bundeskanzler im Herbst 1998 wurde Gerhard Glogowski Niedersächsischer Ministerpräsident. Ihm folgte nach nur gut einem Jahr Sigmar Gabriel. Beide behielten Minister und Staatssekretär im Umweltministerium in ihren Ämtern. Dietmar Schulz ist der Staatssekretär mit der längsten Amtszeit im Umweltministerium.
Schulz war in seiner Amtszeit unter anderem mit Fragen der Transportsicherheit und der Entsorgung von Atom- und Sondermüll befasst, seine Tätigkeit war auch Gegenstand parlamentarischer Anfragen im Landtag.

### Staatssekretär im Landwirtschaftsministerium
Zum 1. Januar 2001 wurde Dietmar Schulz von der Landesregierung in das Niedersächsische Landwirtschaftsministerium zu Minister Uwe Bartels entsandt, als in Niedersachsen der erste Fall der Rinderseuche BSE auftrat.
Neben BSE und der Maul- und Klauenseuche hatte Schulz mit einer Reihe von Lebensmittel- und Futtermittelskandalen zu tun. So hatte im Fall einer Verbreitung von mit Nitrofen verseuchten Futtermitteln der Herstellerbetrieb seinen Sitz in Niedersachsen. Schulz forderte ein wirksames Verbraucherinformationsgesetz des Bundes, damit die Namen von Herstellern, die belastete Lebensmittel verkauften, veröffentlicht werden können.
Mit dem Regierungswechsel nach der Landtagswahl in Niedersachsen 2003 wurde er am 3. März 2003 in den einstweiligen Ruhestand versetzt. Er ist seit 2001 Mitglied der Gesellschaft zur Erhaltung alter und gefährdeter Haustierrassen und war mehrere Jahre im Vorstand der Gesellschaft.

## Familie
Dietmar Schulz ist mit einer Hannoveranerin verheiratet und hat drei Kinder.